# Hans Jantzen
Hans Jantzen, född 24 april 1881 i Hamburg, död 15 februari 1967 i Freiburg im Breisgau, var en tysk konsthistoriker
Hans Jantzen blev filosofie doktor 1898 för Adolph Goldschmidt i Halle, docent 1912, lärare i medeltidens och nyare tidens konsthistoria vid universitetet i Freiburg i Breisgau 1916, var verksam vid universitetet i Frankfurt am Main 1931–1935 och blev professor i konsthistoria vid universitetet i München 1935. Jantzen gjorde sig känd främst som författare till avhandlingar rörande den tyska medeltida konsthistorien. Bland hans arbeten märks Niederländische Malerei im 17. Jahrhundert (1912), Deutsche Bildhauer des 13. Jahrhunderts (1925), Über den gotischen Kirchenraum (1928), Deutsche Plastik des 13. Jahrhunderts (1941) och Ottonische Kunst (1947).